# 菊池俊輔
菊池 俊輔（きくち しゅんすけ、1931年11月1日 - 2021年4月24日）は、日本の作曲家、編曲家。青森県弘前市出身。日本大学藝術学部音楽学科卒業。
1961年に映画『八人目の敵』で映画音楽家としてのデビューを果たした後、1963年にはテレビドラマ『野菊の墓』で初のテレビ劇伴を担当した。
それ以来、テレビ番組や映画の劇伴・主題歌を手掛けてきた。

## 来歴・人物
1931年（昭和6年）、鮮魚店の長男として生まれる。幼少のころから映画好きで、弘前市内と青森市内の映画館をほとんどハシゴしたという。
青森県立弘前工業高等学校機械科を卒業後、日本大学藝術学部音楽学科に入学し作曲を専攻。大学卒業後、プロの映画音楽家を目指して木下忠司に師事。
1961年（昭和36年）、映画『八人目の敵』で劇伴デビュー。これ以降、東映作品を中心に映画音楽を手掛けるようになる。1973年（昭和48年）、「女囚さそりシリーズ」の主題歌「怨み節」がヒット。同曲は後年、ハリウッド映画『キル・ビル』でも使用された。1963年（昭和38年）にはテレビドラマ『野菊の墓』で初のテレビ劇伴を担当。『キイハンター』『Gメン'75』といったアクションドラマや「赤いシリーズ」『スクール☆ウォーズ』『暴れん坊将軍』『若大将天下ご免!』などのさまざまなジャンルの音楽を担当した。
1965年（昭和40年）の『宇宙パトロールホッパ』以降、アニメーション作品や特撮番組の音楽制作にも携わるようになり、『タイガーマスク』や「仮面ライダーシリーズ」『ドラえもん』などの作品を手掛けた。日本音楽著作権協会の「JASRAC賞」で、外国からの年間著作物利用料収入が最も多い作品に与えられる「国際賞」を複数の作品で受賞している。特に『ドラえもん』に関しては、第2作第1期が終了した2005年以降も多数の企業のCMやアメトーーク!や出川哲朗の充電させてもらえませんか?、5時に夢中!など多くのテレビ番組で使用される。
2000年代に入ってからは2005年にリメイク版『赤い疑惑』の音楽を担当したほか、「スーパー戦隊シリーズ」の一部の挿入歌の作曲を手掛けた。2017年に病気療養のため作曲活動を休止し、2021年4月24日、誤嚥性肺炎により東京都内の療養施設で死去した。89歳没。

## 人物・作風
東映刑事ドラマの『キイハンター』『Gメン'75』、アニメの『ドラえもん』『Dr.スランプ アラレちゃん』「ドラゴンボールシリーズ」、特撮の「仮面ライダーシリーズ」、時代劇の『暴れん坊将軍』など、多くの担当番組がシリーズ化され、「菊池俊輔が音楽を担当すれば、番組もヒットする」と言われることもある。
明快なブルース・ペンタトニックを基本とする16ビートの音楽が特徴で、ファンには「菊池節」として親しまれている。『ゲッターロボ』、『鉄人タイガーセブン』、『アイアンキング』の主題歌など、畳み掛けるようなブラスと勇ましいドラムスが印象的。菊池のメロディは最高音で終わらず、下がって終わることが多い。『仮面ライダー』や『暴れん坊将軍』などアップテンポの作品が大半を占める中、12/8を基本とする『ドラえもん』のテーマ音楽やスローテンポが多くほのぼのとした劇中BGMはむしろ例外に属するが、番組が長く親しまれるにしたがって最もよく知られたメロディとなった。主題歌・挿入歌の間奏に、歌唱部分のそれとは異なる独自のメロディを載せる傾向があり、間奏が2か所ある曲では2回とも異なるメロディが使われることもある（「その名もタクマ宇宙パイロット」など）。勇ましくアップテンポな楽曲ばかりでなく、「みなし児のバラード」（『タイガーマスク』のED）、「ロンリー仮面ライダー」（『仮面ライダー』のED）、「たたかいのバラード」（『大空魔竜ガイキング』の挿入歌）など、バラードも得意である。また、『新造人間キャシャーン』のように、主題歌は典型的な「菊池節」を踏襲していながらも、BGMはストーリー展開に合った悲劇的なものを多用するという使い分けも行う。
多くの楽曲で歌唱を担当した水木一郎は、菊池の作風について「雪国出身者ならではの日本の匂い・哀愁的なニュアンスを持っている」と評している。
仮面ライダーシリーズにおける楽曲のほぼ全ては菊池の意向により詞先で制作された。

## 受賞歴
- 1983年 - 第6回日本アカデミー賞 優秀音楽賞 / 『誘拐報道』『青春の門・自立篇』[12]
- 2006年 - 東奥日報社 第59回東奥賞[8]
- 2013年 - 東京アニメアワード2013 第9回功労賞（作曲家部門）[13]
- 2015年 - 第57回日本レコード大賞 功労賞[14]
- JASRAC賞
  - 1983年 - 第2回 外国使用部門 /『UFOロボ グレンダイザー』[15]
  - 1989年 - 第7回 国際賞/『UFOロボ グレンダイザー』BGM[16]
  - 2004年 - 第22回 銀賞/『ドラゴンボールZ』BGM[17]
  - 2008年 - 第26回 国際賞/『ドラゴンボールZ』BGM（TV）[18]
  - 2010年 - 第28回 国際賞/『ドラえもん』BGM（TV）[19]
  - 2012年 - 第30回 国際賞/『ドラえもん』BGM（TV）[20]
  - 2015年 - 第33回 国際賞/『ドラゴンボールZ』BGM（TV）[21]
  - 2016年 - 第34回 国際賞/『キテレツ大百科』BGM（TV）[22]
  - 2018年 - 第36回 国際賞/『ドラゴンボールZ』BGM（TV）[23]
  - 2019年 - 第37回 国際賞/『ドラゴンボールZ』BGM（TV）[24]

## 作品

### 映画
- 八人目の敵（1961年）
- 考える葉（1962年）
- 第八空挺部隊 壮烈鬼隊長（1963年）
- 昭和侠客伝（1963年）
- 赤いダイヤ（1964年）
- 散歩する霊柩車（1964年）
- 関東流れ者（1965年） -
- 色ごと師春団治（1965年）
- 鉄砲犬（1965年）
- 明治侠客伝 三代目襲名（1965年）
- 次郎長三国志　甲州路殴り込み（1965年）
- 昭和残侠伝シリーズ
  - 昭和残侠伝（1965年）
  - 昭和残侠伝 唐獅子牡丹（1966年）
  - 昭和残侠伝 一匹狼（1966年）
  - 昭和残侠伝 血染めの唐獅子（1967年）
  - 昭和残侠伝 唐獅子仁義（1969年）
  - 昭和残侠伝 人斬り唐獅子（1969年）
  - 昭和残侠伝 死んで貰います（1970年）
- 海底大戦争（1966年）
- 黄金バット（1966年）
- 子守唄シリーズ
  - 浪曲子守唄（1966年）
  - 続 浪曲子守唄（1967年）
- 兄弟仁義シリーズ
  - 兄弟仁義（1966年）
  - 続兄弟仁義（1966年）
  - 兄弟仁義 関東三兄弟（1966年）
  - 兄弟仁義 続・関東三兄弟（1967年）
  - 兄弟仁義 関東兄貴分（1967年）
  - 兄弟仁義 逆縁の杯（1968年）
  - 新兄弟仁義（1970年）
  - 関東兄弟仁義 任侠（1971年）
- 怪談 蛇女（1968年）
- 昆虫大戦争（1968年）
- 吸血鬼ゴケミドロ（1968年）
- 蛇娘と白髪魔（1968年）
- ガメラシリーズ
  - ガメラ対大悪獣ギロン（1969年）
  - ガメラ対大魔獣ジャイガー（1970年）
  - ガメラ対深海怪獣ジグラ（1971年）
  - 宇宙怪獣ガメラ（1980年）
- 関東テキヤ一家シリーズ
  - 関東テキヤ一家（1969年）
  - 関東テキヤ一家 喧嘩仁義（1970年）
  - 関東テキヤ一家 天王寺の決斗（1970年）
  - 関東テキヤ一家 喧嘩火祭り（1971年）
- ボクは五才（1970年）
- 皆殺しのスキャット（1970年）
- まむしの兄弟シリーズ
  - 懲役太郎 まむしの兄弟（1971年）
  - まむしの兄弟 お礼参り（1971年）
- 穴場あらし（1971年）
- 仮面ライダーシリーズ
  - 仮面ライダー対ショッカー（1972年）
  - 仮面ライダー対じごく大使（1972年）
  - 仮面ライダーV3対デストロン怪人（1973年）
  - 五人ライダー対キングダーク（1974年）
  - 仮面ライダー 8人ライダーVS銀河王（1980年）
  - 仮面ライダースーパー1（1981年）
  - オーズ・電王・オールライダー レッツゴー仮面ライダー（2011年）[注釈 1]
  - 劇場版 仮面ライダーオーズ WONDERFUL 将軍と21のコアメダル（2011年）[注釈 2]
  - 仮面ライダー×仮面ライダー フォーゼ&オーズ MOVIE大戦MEGA MAX（2011年）[注釈 3]
  - シン・仮面ライダー（2023年）※音響協力[注釈 4]
- 女囚さそりシリーズ
  - 女囚701号 さそり（1972年）
  - 女囚さそり 第41雑居房（1972年）
  - 女囚さそり けもの部屋（1973年）
- 0課の女 赤い手錠（1974年）
- 女必殺拳シリーズ
  - 女必殺拳（1974年）
  - 女必殺拳 危機一発（1974年）
  - 帰ってきた女必殺拳（1975年）
- 劇場版マジンガー&ゲッターロボシリーズ
  - ゲッターロボ（1974年）
  - グレートマジンガー対ゲッターロボ（1975年）[注釈 5]
  - グレートマジンガー対ゲッターロボG 空中大激突（1975年）[注釈 5]
  - UFOロボ グレンダイザー対グレートマジンガー（1976年）[注釈 5]
  - グレンダイザー ゲッターロボG グレートマジンガー 決戦! 大海獣（1976年）[注釈 5]
- 宇宙円盤大戦争（1975年）
- けんか空手シリーズ
  - けんか空手 極真拳（1975年）
  - けんか空手 極真無頼拳（1975年）
- 少林寺拳法（1975年）
- 必殺女拳士（1976年）
- ロボコンの大冒険（1976年）
- トラック野郎・望郷一番星（1976年）
- 史上最強の格闘技 殺人空手（1976年）
- 暴力教室（1976年）
- 犬神の悪霊（1977年）
- 青春の門 自立篇（1981年）
- 多羅尾伴内（1978年）
- さらば、わが友 実録大物死刑囚たち（1980年）
- 映画ドラえもんシリーズ
  - のび太の恐竜（1980年）
  - のび太の宇宙開拓史（1981年）
  - のび太の大魔境（1982年）
  - のび太の海底鬼岩城（1983年）
  - のび太の魔界大冒険（1984年）
  - のび太の宇宙小戦争（1985年）
  - のび太と鉄人兵団（1986年）
  - のび太と竜の騎士（1987年）
  - のび太のパラレル西遊記（1988年）
  - のび太の日本誕生（1989年）
  - のび太とアニマル惑星（1990年）
  - のび太のドラビアンナイト（1991年）
  - のび太と雲の王国（1992年）
  - のび太とブリキの迷宮（1993年）
  - のび太と夢幻三剣士（1994年）[25]
  - のび太の創世日記（1995年）
  - のび太と銀河超特急（1996年）
  - のび太のねじ巻き都市冒険記（1997年）
  - 帰ってきたドラえもん（1998年）
  - のび太の結婚前夜（1999年）
  - おばあちゃんの思い出（2000年）
  - がんばれ!ジャイアン!!（2001年）
  - ぼくの生まれた日（2002年）
- 21エモン 宇宙へいらっしゃい!（1981年）
  - ドラえもん ぼく、桃太郎のなんなのさ（上記併映）
- 忍者ハットリくん ニンニン忍法絵日記の巻（1982年）
- 忍者ハットリくん ニンニンふるさと大作戦の巻（1983年）
- 忍者ハットリくん+パーマン 超能力ウォーズ（1984年）
- 忍者ハットリくん+パーマン 忍者怪獣ジッポウVSミラクル卵（1985年）
- オバケのQ太郎 とびだせ! バケバケ大作戦（1986年）
- オバケのQ太郎 とびだせ! 1/100大作戦（1987年）
- ウルトラB ブラックホールからの独裁者B・B（1988年）
- 野菊の墓（1981年）
- 誘拐報道 （1982年）
- 悪女かまきり（1983年）
- ウルトラマン物語（1984年）
- ウルトラマンキッズ M7.8星のゆかいな仲間（1984年）
- アニメちゃん （1984年）
- 映画Dr.スランプ アラレちゃんシリーズ
  - Dr.スランプ アラレちゃん ハロー!不思議島（ワンダーアイランド）（1981年）
  - Dr.SLUMP “ほよよ!”宇宙大冒険（スペース・アドベンチャー）（1982年）
  - Dr.スランプ アラレちゃん ほよよ!世界一周大レース（1983年）
  - Dr.スランプ アラレちゃん ほよよ!ナナバ城の秘宝（1984年）
  - Dr.スランプ アラレちゃん ほよよ!夢の都メカポリス（1985年）[26]
  - Dr.スランプ アラレちゃん んちゃ!ペンギン村はハレのち晴れ（1993年）
  - Dr.スランプ アラレちゃん んちゃ!ペンギン村より愛をこめて（1993年）
  - Dr.スランプ アラレちゃん ほよよ!!助けたサメに連れられて…（1994年）
  - Dr.スランプ アラレちゃん んちゃ!!わくわくハートの夏休み（1994年）
- 映画ドラゴンボールシリーズ
  - 神龍の伝説（1986年）
  - 魔神城のねむり姫（1987年）
  - 摩訶不思議大冒険（1988年）
  - ドラゴンボールZ（1989年）
  - この世で一番強いヤツ（1990年）
  - 地球まるごと超決戦（1990年）
  - 超サイヤ人だ孫悟空（1991年）
  - とびっきりの最強対最強（1991年）
  - 激突!!100億パワーの戦士たち（1992年）
  - 極限バトル!!三大超サイヤ人（1992年）
  - 燃えつきろ!!熱戦・烈戦・超激戦（1993年）
  - 銀河ギリギリ!!ぶっちぎりの凄い奴（1993年）
  - 危険なふたり!超戦士はねむれない（1994年）
  - 超戦士撃破!!勝つのはオレだ（1994年）
  - 復活のフュージョン!!悟空とベジータ（1995年）
  - 龍拳爆発!!悟空がやらねば誰がやる（1995年）
  - オッス!帰ってきた孫悟空と仲間たち!!（2008年）
- 電人ザボーガー（2011年）※オリジナルスコア[注釈 6]

### ドラマ
- 野菊の墓（1963年）
- お嬢さん大学（1964年）
- 風来物語（1964年 - 1965年）
- 娘の縁談（1964年 - 1965年）
- スパイキャッチャーJ3（1965年 - 1966年）
- 刑事さん（1967年）
- 青い太陽（1968年）
- キイハンター（1968年 - 1973年）
- 上方武士道（1969年）
- セブンティーン -17才-（1969年）
- 彦左と一心太助（1969年 - 1970年）
- 江戸川乱歩シリーズ 明智小五郎（1970年）
- 刑事くん（1971年 - 1972年、1973年 - 1974年、1974年 - 1975年、1976年）
- なんたって18歳!（1971年 - 1972年）
- 仮面ライダーシリーズ
  - 仮面ライダー（1971年 - 1973年）
  - 仮面ライダーV3（1973年 - 1974年）
  - 仮面ライダーX（1974年）
  - 仮面ライダーアマゾン（1974年 - 1975年）
  - 仮面ライダーストロンガー（1975年）
  - 仮面ライダー (スカイライダー)（1979年 - 1980年）
  - 仮面ライダースーパー1（1980年 - 1981年）
  - 10号誕生!仮面ライダー全員集合!!（1984年）
- 超人バロム・1（1972年）
- 変身忍者 嵐（1972年 - 1973年）
- アイアンキング（1972年 - 1973年）
- 荒野の素浪人 第1シリーズ（1972年 - 1973年）[注釈 7]
- 花ばさみ（1972年）
- 熱血猿飛佐助（1972年 - 1973年）
- 荒野の用心棒（1973年）
- 新書太閤記（1973年）
- 母の曲（1973年）
- ジャンボーグA（1973年）
- ロボット刑事（1973年）
- 鉄人タイガーセブン（1973年 - 1974年）
- アイフル大作戦（1973年 - 1974年）
- クレクレタコラ（1973年 - 1974年）
- 海抜0米（1974年）
- 誰のために愛するか（1974年）
- 白い牙（1974年）
- バーディ大作戦（1974年）
- 闘え!ドラゴン（1974年）
- がんばれ!!ロボコン（1974年 - 1977年）
- 電人ザボーガー（1974年 - 1975年）
- 少年探偵団（1975年 - 1976年）
- 遥かなる母（1975年）
- 幸福ゆき（1975年）
- Gメン'75（1975年5月24日−1981年4月18日）[注釈 8]
  - Gメン'75スペシャル-帰って来た若獅子たち-（2000年）[注釈 9]
  - Gメン'75スペシャル 東京・北海道トリック殺人事件（2001年）[注釈 9]
- 冒険（1975年）
- 遠山の金さん（1975年 - 1977年）
- 赤いシリーズ
  - 赤い疑惑（1975年 - 1976年）
  - 赤い衝撃（1976年 - 1977年）
  - 赤い激流（1977年）
  - 赤い絆（1977年 - 1978年）
  - 赤い激突（1978年）
  - 赤い嵐（1979年 - 1980年）
- 花は散らず（1976年）
- 愛の償い（1976年）
- 新・二人の事件簿 暁に駆ける!（1976年 - 1977年）
- 江戸特捜指令（1976年 - 1977年）
- 天下一大物伝（1976年 - 1977年）
- 宇宙鉄人キョーダイン（1976年 - 1977年）
- 5年3組魔法組（1976年 - 1977年）
- 女の十字路（1977年）
- 海峡物語（1977年）
- 砂の器（フジテレビ版）（1977年）
- うどん一代（1977年 - 1978年）
- 冒険ファミリー　ここは惑星0番地（1977年 - 1978年）
- 宇宙からのメッセージ・銀河大戦（1978年）
- 暴れん坊将軍シリーズ
  - 吉宗評判記 暴れん坊将軍（1978年 - 1982年）
  - 暴れん坊将軍II（1983年 - 1987年）
  - 暴れん坊将軍III（1988年 - 1989年）
  - 暴れん坊将軍IV（1991年 - 1992年）
  - 暴れん坊将軍V（1993年 - 1994年）
  - 暴れん坊将軍VI（1994年 - 1996年）
  - 暴れん坊将軍VII（1996年 - 1997年）
  - 暴れん坊将軍VIII（1997年 - 1998年）
  - 暴れん坊将軍IX（1998年 - 1999年）
  - 暴れん坊将軍X（2000年）
    - 暴れん坊将軍 800回新春スペシャル（2001年）

  - 暴れん坊将軍XI（2001年）
  - 暴れん坊将軍XII（2002年）
    - 暴れん坊将軍 最終回スペシャル（2003年）

  - 暴れん坊将軍 春のスペシャル（2004年）
  - ドラマスペシャル 暴れん坊将軍（2008年）
  - 新・暴れん坊将軍（2025年）[注釈 10]
- 江戸の鷹 御用部屋犯科帖（1978年）
- 雨のしのび逢い（1978年）
- 柳生十兵衛（1978年）
- こぎとゆかり（1978年）
- 孤独の賭け（1978年 - 1979年）
- 悪の紋章（1979年）
- 鳥獣の寺（1979年）
- 江戸の波濤（1979年）
- 江戸の激斗（1979年）
- 噂の女（1979年）
- 長七郎天下ご免!（1979年 - 1982年）
- けっぱれ!大ちゃん（1979年 - 1980年）
- 魔少年（1980年）
- 愛の旅路（1980年）
- 青い絶唱（1980年 - 1981年）
- 時代劇スペシャル（CX）
  - 隠密くずれ（1981年）[注釈 11]
  - 怪談かさねヶ淵（1981年）
  - 仇討選手（1981年）
  - 隠密くずれII 地獄の子守唄（1982年）[注釈 11]
  - 怪盗夢吉忍び控（1982年）
  - 大江戸無頼 河内山宗俊（1982年）
  - 悪霊桜子姫（1982年）
  - 彫師伊之助捕物覚え 消えた女（1982年）
  - 隠密くずれIII 消えた大名行列（1983年）[注釈 11]
  - 松本清張のかげろう絵図（1983年）
  - 隠密くずれIV 変幻くノ一黄金城の秘密（1983年）[注釈 11]
  - 秘境黄金谷の決闘（1983年）
  - 奉行暗殺始末（1983年）
  - 音なし源 さの字殺し（1983年）
  - 密偵（1983年）
  - 怪談津の国屋 半七捕物帳（1984年）
- 羊のうた（1981年）
- ふたりの旅路（1981年）
- ひまわりの歌（1981年 - 1982年）
- ひねくれた殺人（1982年）
- 松平右近事件帳（1982年 - 1983年）
- 松本清張の「顔」（1982年）
- 源九郎旅日記 葵の暴れん坊（1982年 - 1983年）
- 新・松平右近（1983年）
- 望郷・美しき妻の別れ（1983年）
- あなたの女房よ（1983年）
- あの橋の畔で（1983年）
- ことしの牡丹はよいぼたん（1983年）
- 新宿ララバイ（1983年）
- アンドロメロス（1983年）
- スチュワーデス物語（1983年 - 1984年）
- わが子よIII・IV・V（1983,84,85年）
- 長七郎江戸日記（1983年 - 1991年）
- 不倫の女（1983年）
- 少女が大人になる時-その細き道（1984年）
- 不良少女とよばれて（1984年）
- 夕空はれて（1984年）
- スクール☆ウォーズ（1984年 - 1985年）
- 兄弟拳バイクロッサー（1985年）
- スクール・ウォーズ2（1990年 - 1991年）
- 少女に何が起ったか（1985年）
- 男の家庭科（1985年）
- 乳姉妹（1985年）
- サーティーン・ボーイ（1985年）
- アルザスの青い空（1985年）
- ポニーテールはふり向かない（1985年 - 1986年）
- ヤヌスの鏡（1985年 - 1986年）
- 遊びじゃないのよ、この恋は（1986年）
- 花嫁衣裳は誰が着る（1986年）
- 水曜ドラマスペシャル
  - 季節を踊る女たち（1986年）
  - アヒルから白鳥になった女（1987年）
- 天使のアッパーカット（1986年）
- 女ふたり捜査官（1986年 - 1987年）
- おんな風林火山（1986年 - 1987年）
- このこ誰の子?（1986年 - 1987年）
- ちょっと気になる嫁（1987年）
- 若大将天下ご免!（1987年）
- 野風の笛（1987年）
- アリエスの乙女たち（1987年）
- はずめ!イエローボール（1987年）
- 赤いバッシュ!（1987年 - 1988年）
- プロゴルファー祈子（1987年 - 1988年）
- ザ・スクールコップ（1988年）
- わかれ道（1988年）
- 疑惑の家族（1988年）
- 隠密・奥の細道（1988年 - 1989年）
- 新吾十番勝負 江戸城(秘)大奥の陰謀!（1990年）
- わんぱく天使（1990年 - 1991年）
- あばれ八州御用旅（1990年、1991年、1992年、1994年）
- トップスチュワーデス物語（1990年）
- 快傑黒頭巾（1990年）
- 秋燃え（1990年）
- 人形佐七捕物帳 佐七一番手柄（1990年）
- 時代劇スペシャル 寛永風雲録（1991年）
- 星の流れに（1991年）
- ララバイ刑事'91・'92（1991年 - 1992年）
- めざせ!金メダル 山口香物語（1992年）
- めざせ!金メダル 新・山口香物語（1992年）
- 松本清張作家活動40年記念・球形の荒野
- 砂の上の家（1993年）
- のんの結婚（1993年）
- あばれ医者嵐山（1995年）
- 赤い霊柩車 6作目 - 29作目（1996年 - 2012年）
- ボイスラッガー（1999年）
- 旅の終りに（2002年）

### アニメーション
- 宇宙パトロールホッパ（宇宙っ子ジュン）（1965年）[27]
- タイガーマスク（1969年 - 1971年）[28]
- タイガーマスク二世（1981年 - 1982年）
- バビル2世（1973年）
- 新造人間キャシャーン（1973年 - 1974年）
- 侍ジャイアンツ（1973年 - 1974年）
- ミラクル少女リミットちゃん（1973年 - 1974年）[29]
- ゲッターロボ（1974年 - 1975年）[30]
- ゲッターロボG（1975年 - 1976年）
- てんとう虫の歌（1974年 - 1976年）
- ウリクペン救助隊（1974年 - 1975年）
- 破裏拳ポリマー（1974年 - 1975年）
- ラ・セーヌの星（1975年）
- アラビアンナイト シンドバットの冒険（1975年 - 1976年）[31]
- UFOロボ グレンダイザー（1975年 - 1977年）
- 大空魔竜ガイキング（1976年 - 1977年）[32]
- まんがふるさと昔話（1976年）
- ポールのミラクル大作戦（1976年 - 1977年）
- ドカベン（1976年 - 1979年）
- 惑星ロボ ダンガードA（1977年 - 1978年）[33]
- 氷河戦士ガイスラッガー（1977年）
- 激走!ルーベンカイザー（1977年 - 1978年）
- 世界名作童話 おやゆび姫（1978年）
- SF西遊記スタージンガー（1978年 - 1979年）[34]
- 闘将ダイモス（1978年 - 1979年）
- ドラえもん（1979年 - 2005年）
  - ドラえもん のび太と未来ノート（1994年）
- こぐまのミーシャ（1979年 - 1980年）
- 円卓の騎士物語 燃えろアーサー（1979年 - 1980年）[注釈 12]
  - 燃えろアーサー 白馬の王子（1980年）[注釈 13]
- めちゃっこドタコン（1981年）
- Dr.スランプ アラレちゃん（1981年 - 1986年）
  - Dr.スランプアラレちゃん ペンギン村英雄伝説（1982年）
  - 帰って来たDr.スランプ アラレちゃんスペシャル（1990年）
  - Dr.スランプアラレちゃん‘92お正月スペシャル（1992年）
- 忍者ハットリくん（1981年 - 1987年）
  - インド版 忍者ハットリくん（2013年 - ）[注釈 14]
- わが青春のアルカディア 無限軌道SSX（1982年 - 1983年）
- オバケのQ太郎（1985年 - 1987年）
- ハイスクール!奇面組（1985年 - 1987年）
- ドラゴンボールシリーズ
  - ドラゴンボール（1986年 - 1989年）
  - ドラゴンボールZ（1989年 - 1996年）
  - ドラゴンボール改（2011年）[注釈 15]
- ウルトラマンキッズのことわざ物語（1986年）
- ウルトラB（1987年 - 1989年）
- アニメ80日間世界一周（1987年 - 1988年）
- 仮面の忍者 赤影（1987年 - 1988年）
- ついでにとんちんかん（1987年 - 1988年）
- 魁!!男塾（劇伴編曲：石田勝範）（1988年）[35]
- キテレツ大百科[36]（1988年 - 1996年）
- 新ビックリマン（1989年 - 1990年）
- 新・天地無用!（1997年）

### オリジナルビデオ
- 妖獣大戦（1991年）
- 白昼の処刑（東映Vシネマ）（1992年）
- 暗黒街の勲章 マニラ極道戦争（東映Vシネマ）（1992年）

### その他
- アップルポップ（ひらけ!ポンキッキコーナー人形劇）（1988年 - 1992年）
- ゴーゴーカープ（作詞：有馬三恵子 / 歌：富永一朗）
- 夢みるナンシー（作詞：千家和也 / 歌：ナンシー久美）
- 旅の終りに（作詞：立原岬 / 歌：冠二郎）
- おれはしみじみ馬鹿だった（作詞：五木寛之 / 歌：小島武夫）
- 小さな巨人ミクロマン（作詞：丘灯至夫 / 歌：水木一郎）[注釈 16]
- おまつりドン（作詞：伊藤アキラ / 歌：いのうえみどり、コロムビアゆりかご会）[注釈 17]
- 弘前市立大成小学校 校歌（作詞：千葉寿雄[37]）
- 相模原市立麻溝台中学校 校歌（作詞：宮沢章二[38]）
- 加藤学園高等学校 校歌（作詞：重友純[39]）

## 主題歌・挿入歌

### アニメーション（主題歌・挿入歌）
- 宇宙パトロールホッパ（『宇宙パトロールホッパ』オープニングテーマ）
- 行け!タイガーマスク（『タイガーマスク』オープニングテーマ）
- みなし児のバラード（『タイガーマスク』エンディングテーマ）
- バビル2世（『バビル2世』オープニングテーマ）
- 正義の超能力少年（『バビル2世』エンディングテーマ）
- 侍ジャイアンツ（『侍ジャイアンツ』前期オープニングテーマ）
- サムライ 番場蛮（『侍ジャイアンツ』前期エンディングテーマ）
- 幸わせを呼ぶリミットちゃん（『ミラクル少女リミットちゃん』オープニングテーマ）
- センチなリミットちゃん（『ミラクル少女リミットちゃん』エンディングテーマ）
- たたかえ！キャシャーン（『新造人間キャシャーン』オープニングテーマ）
- おれは新造人間（『新造人間キャシャーン』エンディングテーマ）
- 戦え!ポリマー（『破裏拳ポリマー』オープニングテーマ）
- 転身ポリマー（『破裏拳ポリマー』エンディングテーマ）
- ぼくらきょうだい てんとう虫（『てんとう虫の歌』主題歌）
- がんばれ!ウリクペン救助隊（『ウリクペン救助隊』オープニングテーマ）
- 帰ろうよランラララン（『ウリクペン救助隊』エンディングテーマ）
- ラ・セーヌの星（『ラ・セーヌの星』オープニングテーマ）
- 私はシモーヌ（『ラ・セーヌの星』エンディングテーマ）
- ゲッターロボ!（『ゲッターロボG』オープニングテーマ）
- 不滅のマシン ゲッターロボ（『ゲッターロボG』エンディングテーマ）
- 戦え! 宇宙の王者（『宇宙円盤大戦争』主題歌）
- シンドバットのぼうけん（『アラビアンナイト シンドバットの冒険』オープニングテーマ）
- シンドバットのうた（『アラビアンナイト シンドバットの冒険』エンディングテーマ）
- アリババのうた（『アラビアンナイト シンドバットの冒険』挿入歌）
- シェーラの祈り（『アラビアンナイト シンドバットの冒険』挿入歌）
- とべ!グレンダイザー（『UFOロボ グレンダイザー』オープニングテーマ）
- 宇宙の王者グレンダイザー（UFOロボ グレンダイザー』エンディングテーマ）
- ポールの冒険（『ポールのミラクル大作戦』オープニングテーマ）
- オカルトハンマーのうた（『ポールのミラクル大作戦』エンディングテーマ）
- がんばれドカベン（『ドカベン』オープニングテーマ）
- 九人のマーチ（『ドカベン』挿入歌）
- ああ青春よいつまでも（『ドカベン』エンディングテーマ）
- きみこそみんなのアイドルだ（『ドカベン』挿入歌）
- 太陽の子（『ドカベン』エンディングテーマ）
- 男は岩鬼（『ドカベン』挿入歌）
- 小さな巨人里中くん（『ドカベン』挿入歌）
- 殿馬ずら（『ドカベン』挿入歌）
- 仲間たち（『ドカベン』挿入歌）
- 光る青春今ここに（『ドカベン』挿入歌）
- ホームランソング（『ドカベン』挿入歌）
- 野球小唄（『ドカベン』挿入歌）
- 氷河戦士ガイスラッガー（『氷河戦士ガイスラッガー』オープニングテーマ）
- われらの命 ソロン号（『氷河戦士ガイスラッガー』エンディングテーマ）
- 大空魔竜ガイキング（『大空魔竜ガイキング』オープニングテーマ）
- 星空のガイキング（『大空魔竜ガイキング』エンディングテーマ）
- とべ!グレンダイザー（『UFOロボ グレンダイザー対グレートマジンガー』オープニングテーマ）
- 宇宙の王者グレンダイザー（『UFOロボ グレンダイザー対グレートマジンガー』エンディングテーマ）
- 激走!ルーベンカイザー（『激走!ルーベンカイザー』オープニングテーマ）
- おまえがえらんだ道だから（『激走!ルーベンカイザー』エンディングテーマ）
- すきだッダンガードA（『惑星ロボ ダンガードA』オープニングテーマ）
- その名もタクマ宇宙パイロット（『惑星ロボ ダンガードA』エンディングテーマ）
- 立て!闘将ダイモス（『闘将ダイモス』オープニングテーマ）
- エリカのバラード（『闘将ダイモス』エンディングテーマ）
- 心の握手をさあ君も（『闘将ダイモス』の挿入歌）
- 二人の祈り（『闘将ダイモス』の挿入歌）
- ぼくらのダイモス（『闘将ダイモス』の挿入歌）
- おれは生きている（『闘将ダイモス』の挿入歌）
- 愛の神話（『闘将ダイモス』の挿入歌）
- スタージンガーの歌（『SF西遊記スタージンガー』前期オープニングテーマ）
- 宇宙の戦士スタージンガー（『SF西遊記スタージンガー』後期オープニングテーマ）
- 姫のためなら（『SF西遊記スタージンガー』エンディングテーマ）
- ぼくらのスタージンガー（『SF西遊記スタージンガーII』オープニングテーマ）
- 星に願いを（『SF西遊記スタージンガーII』エンディングテーマ）
- 希望よそれは（『円卓の騎士物語 燃えろアーサー』オープニングテーマ）
- 花のなかの花（『円卓の騎士物語 燃えろアーサー』エンディングテーマ）
- おれはアーサー（『燃えろアーサー 白馬の王子』オープニングテーマ）
- 旅すりゃ友達（『燃えろアーサー 白馬の王子』エンディングテーマ）
- ドラえもんのうた（『ドラえもん (1979年のテレビアニメ)』のオープニングテーマ）
- ぼくドラえもん（『ドラえもん (1979年のテレビアニメ)』のオープニングテーマ）
- 青い空はポケットさ（『ドラえもん (1979年のテレビアニメ)』の第一期エンディングテーマ）
- まる顔のうた（『ドラえもん (1979年のテレビアニメ)』の第二期エンディングテーマ）
- サンタクロースはどこのひと（『ドラえもん (1979年のテレビアニメ)』の第三期エンディングテーマ）
- ぼくたち地球人（『ドラえもん (1979年のテレビアニメ)』の第四期エンディングテーマ）
- 青空っていいな（『ドラえもん (1979年のテレビアニメ)』の第五期エンディングテーマ）
- ぼくドラえもん2112（『ドラえもん (1979年のテレビアニメ)』の第七期エンディングテーマ）
- ワンパク三人組（『ドラえもん (1979年のテレビアニメ)』の挿入歌）
- ドラえもん・えかきうた（『ドラえもん (1979年のテレビアニメ)』の挿入歌）
- ドラえもん音頭（『ドラえもん (1979年のテレビアニメ)』の挿入歌）
- ドラミちゃんのえかきうた（『ドラえもん (1979年のテレビアニメ)』の挿入歌）
- ドラえもん数えうた（『ドラえもん (1979年のテレビアニメ)』の挿入歌）
- ゾウさんの瞳はなぜ青い（『ドラえもん (1979年のテレビアニメ)』の挿入歌）
- おれはジャイアンさまだ！（『ドラえもん (1979年のテレビアニメ)』の挿入歌）
- しずかちゃんのうた（『ドラえもん (1979年のテレビアニメ)』の挿入歌）
- スネ夫のうた（『ドラえもん (1979年のテレビアニメ)』の挿入歌）
- ぽかぽかふわふわ（『ドラえもん (1979年のテレビアニメ)』の挿入歌）
- いいやつなんだよドラえもん（『ドラえもん (1979年のテレビアニメ)』の挿入歌）
- ドラえもんマーチ（『ドラえもん (1979年のテレビアニメ)』の挿入歌）
- ドラえもんじゃあニィ（『ドラえもん (1979年のテレビアニメ)』の挿入歌）
- ドラえもんの夢（『ドラえもん (1979年のテレビアニメ)』の挿入歌）
- ドラドラどこかにドラえもん（『ドラえもん (1979年のテレビアニメ)』の挿入歌）
- すてきな一週間（『ドラえもん (1979年のテレビアニメ)』の挿入歌）
- ドラえもんにゅうイヤー（『ドラえもん (1979年のテレビアニメ)』の挿入歌）
- ドラえもんしりとりうた（『ドラえもん (1979年のテレビアニメ)』の挿入歌）
- ドラえもん子守唄（『ドラえもん (1979年のテレビアニメ)』の挿入歌）
- のんきなのび太くん（『ドラえもん (1979年のテレビアニメ)』の挿入歌）
- ドラえもんのクリスマス（『ドラえもん (1979年のテレビアニメ)』の挿入歌）
- 浪曲ドラえもん（『ドラえもん (1979年のテレビアニメ)』の挿入歌）
- 宇宙へいらっしゃい！（『21エモン 宇宙へいらっしゃい！』オープニングテーマ）
- 遥かなる宇宙（『21エモン 宇宙へいらっしゃい！』エンディングテーマ）
- ポケットの中に（劇場版『ドラえもん のび太の恐竜』の主題歌）
- 心をゆらして（劇場版『ドラえもん のび太の宇宙開拓史』の主題歌）
- おいらドタコン（『めちゃっこドタコン』オープニングテーマ）
- チョピ子はアイドル（『めちゃっこドタコン』前期エンディングテーマ）
- ドタコン音頭（『めちゃっこドタコン』後期エンディングテーマ）
- ワイワイワールド（『Dr.スランプ アラレちゃん』初代オープニングテーマ）
- アラレちゃん音頭（『Dr.スランプ アラレちゃん』夏限定エンディングテーマ）
- わいわい行進曲（『Dr.スランプ アラレちゃん』二代目オープニングテーマ）
- あなたに真実一路（『Dr.スランプ アラレちゃん』二代目エンディングテーマ）
- オボッチャマンでこざいます（『Dr.スランプ アラレちゃん』挿入歌）
- アラレのマーチ（『Dr.スランプ アラレちゃん』挿入歌）
- パパパパーマのうた（『Dr.スランプ アラレちゃん』挿入歌）
- よいこよいこアラレちゃん（『Dr.スランプ アラレちゃん』挿入歌）
- 夢みるシンデレラ（『Dr.スランプ アラレちゃん』挿入歌）
- んちゃんちゃソング（『Dr.スランプ アラレちゃん』挿入歌）
- あこがれのスッパマン（『Dr.スランプ アラレちゃん』挿入歌）
- LOVE CHASER（劇場版『Dr.SLUMP ほよよ! 宇宙大冒険』挿入歌）
- ペンギン村の仲間たち（『Dr.スランプ アラレちゃん』挿入歌）
- オーイ！ペンギン村（『Dr.スランプ アラレちゃん』挿入歌）
- 愛・Forever（『Dr.スランプ アラレちゃん』挿入歌）
- タイガーマスク二世（『タイガーマスク二世』オープニングテーマ）
- いのちをかけて（『タイガーマスク二世』エンディングテーマ）
- リタ（『タイガーマスク二世』挿入歌）
- 忍者ハットリくん（『忍者ハットリくん』オープニングテーマ）
- ねぇ ハットリくん（『忍者ハットリくん』前期エンディングテーマ）
- シシ丸のちくわのうた（『忍者ハットリくん』後期エンディングテーマ）
- 忍者体操一、ニン、三（『忍者ハットリくん』挿入歌）
- 獅子丸絵かきうた（『忍者ハットリくん』挿入歌）
- ハットリくん音頭（『忍者ハットリくん』挿入歌）
- だからみんなで（劇場版『ドラえもん のび太の大魔境』の主題歌）
- おれたちの船出（『わが青春のアルカディア 無限軌道SSX』オープニングテーマ）
- ハーロックのバラード（『わが青春のアルカディア_無限軌道SSX』エンディングテーマ）
- キッズのチャチャチャ（『ウルトラマンキッズ　M7.8星のゆかいな仲間』挿入歌）
- 仲良しピグコとミドリちゃん（『ウルトラマンキッズ　M7.8星のゆかいな仲間』挿入歌）
- 海はぼくらと（劇場版『ドラえもん のび太の海底鬼岩城』の主題歌）
- ぼくはオバQノンキなオバケ（『オバケのQ太郎（天地総子版）』後期オープニングテーマ）
- あいうえオバQ（『オバケのQ太郎（天地総子版）』後期エンディングテーマ）
- Qちゃん音頭（『オバケのQ太郎（天地総子版）』挿入歌）
- Qちゃんえかきうた（『オバケのQ太郎（天地総子版9』挿入歌）
- 武天老師の教え（『ドラゴンボール』の挿入歌）
- 孫悟空ソング（『ドラゴンボール』の挿入歌）
- わたしが不思議（劇場版『ドラえもん のび太と鉄人兵団』の主題歌）
- あした・あさって・しあさって（劇場版『ドラえもん のび太と竜の騎士』の挿入歌）
- 友達だから（劇場版『ドラえもん のび太と竜の騎士』の主題歌、編曲）
- ハロー！ドラミちゃん（劇場版『ドラミちゃん　ミニドラSOS!!!』『ドラミちゃん アララ♥少年山賊団!』『ドラミちゃん ハロー恐竜キッズ!!』の主題歌）
- ワイワイワールド(1993 ver.)　（劇場版『Dr.スランプ アラレちゃん んちゃ!ペンギン村より愛をこめて』『Dr.スランプ アラレちゃん ほよよ!!助けたサメに連れられて…』『Dr.スランプ アラレちゃん んちゃ!!わくわくハートの夏休み』オープニングテーマ）
- 愛しのニャーオ（劇場版『2112年 ドラえもん誕生』の挿入歌）

### 特撮
- レッツゴー!! ライダーキック（『仮面ライダー』第一期・第二期オープニングテーマ）
- ライダーアクション（『仮面ライダー』第三期オープニングテーマ・第二期エンディングテーマ）
- 悪魔のショッカー（『仮面ライダー』挿入歌）
- たたかえ!サイクロン（『仮面ライダー』挿入歌）
- ライダーの子守うた（『仮面ライダー』挿入歌）
- 仮面ライダー数えうた（『仮面ライダー』挿入歌）
- 怪人のうた（『仮面ライダー』挿入歌）
- かえってくるライダー（『仮面ライダー』挿入歌）
- 仮面ライダークリスマス（『仮面ライダー』挿入歌）
- ぼくらのライダー（『仮面ライダー』挿入歌）
- オー!ショッカー（『仮面ライダー』挿入歌）
- ロンリー仮面ライダー（『仮面ライダー』第三期エンディングテーマ）
- 仮面ライダーのうた（『仮面ライダー』第一期エンディングテーマ）
- アイアンキング（『アイアンキング』オープニングテーマ）
- ひとり旅（『アイアンキング』エンディングテーマ）
- ぼくらのバロム・1（『超人バロム・1』オープニングテーマ）
- 友情のバロム・クロス（『バロム・1』エンディングテーマ）
- 嵐よ叫べ（『変身忍者 嵐』オープニングテーマ）
- われらは忍者（『変身忍者 嵐』エンディングテーマ）
- ジャンボーグA（『ジャンボーグA』主題歌）
- 輝け! P.A.T（『ジャンボーグA』挿入歌）
- 戦え!ジャンボーグ9（『ジャンボーグA』挿入歌）
- エース・アンド・ナイン（『ジャンボーグA』挿入歌）
- 戦え!仮面ライダーV3（『仮面ライダーV3』オープニングテーマ）
- デストロン讃歌（『仮面ライダーV3』挿入歌）
- V3の一人歌（『仮面ライダーV3』挿入歌）
- V3の子守唄（『仮面ライダーV3』挿入歌）
- V3のマーチ（『仮面ライダーV3』挿入歌）
- 不死身の男（『仮面ライダーV3』挿入歌）
- V3アクション（『仮面ライダーV3』挿入歌）
- 仮面ライダー讃歌（『仮面ライダーV3』挿入歌）
- ぼくらの仮面ライダーV3（『仮面ライダーV3』挿入歌）
- 走れハリケーン（『仮面ライダーV3』第二期エンディングテーマ）
- 少年仮面ライダー隊の歌（『仮面ライダーV3』第一期エンディングテーマ）
- 鉄人タイガーセブン（『鉄人タイガーセブン』主題歌）
- 戦え! 電人ザボーガー（『電人ザボーガー』オープニングテーマ、映画『電人ザボーガー』挿入歌）
- おれの兄弟 電人ザボーガー（『電人ザボーガー』エンディングテーマ、映画『電人ザボーガー』挿入歌）
- ロボット刑事（『ロボット刑事』オープニングテーマ）
- 進め!ロボット刑事（『ロボット刑事』エンディングテーマ）
- セタップ!仮面ライダーX（『仮面ライダーX』オープニングテーマ）
- 神敬介の歌（『仮面ライダーX』挿入歌）
- Xライダーアクション（『仮面ライダーX』挿入歌）
- ゴッドのマーチ（『仮面ライダーX』挿入歌）
- Xメカの歌（『仮面ライダーX』挿入歌）
- ぼくのライダーマン（『仮面ライダーX』挿入歌）
- 突撃仮面ライダーX（『仮面ライダーX』挿入歌）
- 白い弾丸クルーザー（『仮面ライダーX』挿入歌）
- ライダー賛歌（『仮面ライダーX』挿入歌）
- Xライダーしりとり歌（『仮面ライダーX』挿入歌）
- Xライダーぼくらの仲間（『仮面ライダーX』挿入歌）
- おれはXカイゾーグ（『仮面ライダーX』エンディングテーマ）
- アマゾンライダーここにあり（『仮面ライダーアマゾン』オープニングテーマ）
- その名はアマゾン（『仮面ライダーアマゾン』挿入歌）
- アマゾン一人（『仮面ライダーアマゾン』挿入歌）
- アマゾンおしえておくれ（『仮面ライダーアマゾン』挿入歌）
- 俺は立花藤兵エだ（『仮面ライダーアマゾン』挿入歌）
- 東京ジャングル（『仮面ライダーアマゾン』挿入歌）
- アマゾン倒せ（『仮面ライダーアマゾン』挿入歌）
- アマゾン一緒にたたかおう（『仮面ライダーアマゾン』挿入歌）
- 走れ炎のジャングラー（『仮面ライダーアマゾン』挿入歌）
- アマゾンライダーアクション（『仮面ライダーアマゾン』挿入歌）
- ぼくらのアマゾンライダー（『仮面ライダーアマゾン』挿入歌）
- アマゾンダダダ!!（『仮面ライダーアマゾン』エンディングテーマ）
- 仮面ライダーストロンガーのうた（『仮面ライダーストロンガー』オープニングテーマ）
- 見よ!!仮面ライダーストロンガー （『仮面ライダーストロンガー』挿入歌）
- ストロンガー絵かきうた（『仮面ライダーストロンガー』挿入歌）
- ストロンガーかぞえうた（『仮面ライダーストロンガー』挿入歌）
- 胸にかがやくSマーク（『仮面ライダーストロンガー』挿入歌）
- ぼくらの兄貴 城茂（『仮面ライダーストロンガー』挿入歌）
- それゆけタックルちゃん（『仮面ライダーストロンガー』挿入歌）
- カブトローブギ（『仮面ライダーストロンガー』挿入歌）
- ワッハッハ!作るぞ恐怖の国を（『仮面ライダーストロンガー』挿入歌）
- 戦え!七人ライダー（『仮面ライダーストロンガー』挿入歌）
- ストロンガーアクション（『仮面ライダーストロンガー』第二期エンディングテーマ）
- きょうもたたかうストロンガー（『仮面ライダーストロンガー』第一期エンディングテーマ）
- 宇宙鉄人キョーダイン（『宇宙鉄人キョーダイン』主題歌）
- キョーダインとは俺たちだ（『宇宙鉄人キョーダイン』副主題歌）
- くだものやさいへんちくりん（『宇宙鉄人キョーダイン』挿入歌）
- がんばれロボコン（『がんばれ!!ロボコン』オープニングテーマ）
- おいらロボコン世界一（『がんばれ!!ロボコン』エンディングテーマ）
- おいら天才ロボットだ（『がんばれ!!ロボコン』挿入歌）
- ロボコンおしゃべりへんちょこりん（『がんばれ!!ロボコン』挿入歌）
- 好き好きロビンちゃん（『がんばれ!!ロボコン』挿入歌）
- ガンツはおいらの先生だ（『がんばれ!!ロボコン』挿入歌）
- ロボットたちのうた（『がんばれ!!ロボコン』挿入歌）
- おやすみロボコン（『がんばれ!!ロボコン』挿入歌）
- おれは0点落第生（『がんばれ!!ロボコン』挿入歌）
- ロボコンコンコンぼくらの仲間（『がんばれ!!ロボコン』挿入歌）
- ロボコン音頭（『がんばれ!!ロボコン』挿入歌）
- 走れ!!ロボコン運動会（『がんばれ!!ロボコン』挿入歌）
- おいらロボコンロボットだい！（『がんばれ!!ロボコン』挿入歌）
- ロボコンガッツラコン（『がんばれ!!ロボコン』挿入歌）
- 出撃! レッドタイガーの詩（『UFO大戦争 戦え! レッドタイガー』エンディングテーマ）
- 勇者よ銀河を渡れ（『宇宙からのメッセージ・銀河大戦』主題歌）
- 燃えろ!仮面ライダー（『仮面ライダー（スカイライダー）』第一期オープニングテーマ）
- 男の名は仮面ライダー（『仮面ライダー (スカイライダー)』第二期オープニングテーマ）
- オーオー仮面ライダー（『仮面ライダー (スカイライダー)』挿入歌）
- 地平線からやってきた男（『仮面ライダー (スカイライダー)』挿入歌）
- あれは仮面ライダー （『仮面ライダー (スカイライダー)』挿入歌）
- 変身!仮面ライダー （『仮面ライダー (スカイライダー)』挿入歌）
- いま斗いの陽が昇る（『仮面ライダー (スカイライダー)』挿入歌）
- 輝け!8人ライダー（劇場版『仮面ライダー 8人ライダーVS銀河王』主題歌・『仮面ライダー (スカイライダー)』第二期エンディングテーマ）
- はるかなる愛にかけて（『仮面ライダー (スカイライダー)』第一期エンディングテーマ）
- 仮面ライダースーパー1（『仮面ライダースーパー1』オープニングテーマ）
- 無敵の勇者スーパー1（『仮面ライダースーパー1』挿入歌）
- 夢の流れ星（『仮面ライダースーパー1』挿入歌）
- 秘伝赤心少林拳（『仮面ライダースーパー1』挿入歌）
- 世界にひとり（『仮面ライダースーパー1』挿入歌）
- ファイブハンドロック （『仮面ライダースーパー1』挿入歌）
- 行け!スーパーマシン（『仮面ライダースーパー1』挿入歌）
- 九人ライダー永遠に（『仮面ライダースーパー1』挿入歌）
- ジュニアライダー隊の歌（『仮面ライダースーパー1』第二期エンディングテーマ）
- 火を噴けライダー拳（『仮面ライダースーパー1』第一期エンディングテーマ）
- ウルトラマンゾフィー（『ウルトラマンZOFFY ウルトラの戦士VS大怪獣軍団』主題歌）
- アンドロメロス（『アンドロメロス』オープニングテーマ）
- 帰って来いよアンドロメロス（『アンドロメロス』エンディングテーマ）
- ドラゴン・ロード（『仮面ライダーZX』イメージソング）
- FORGET MEMORIE’S（『仮面ライダーZX』イメージソング）
- ウルトラマン物語　～星の伝説～（『ウルトラマン物語』主題歌）
- 愛の戦士タロウ（『ウルトラマン物語』挿入歌）
- たたかえ! バイクロッサー（『兄弟拳バイクロッサー』オープニングテーマ）
- その名も兄弟拳バイクロッサー（『兄弟拳バイクロッサー』エンディングテーマ）
- 11ライダー大讃歌（『仮面ライダーBLACK RX』挿入歌）
- ほえろ! ボイスラッガー（『ボイスラッガー』オープニング）
- アメノチエガオエガオノチハレ（『ボイスラッガー』エンディング）
- 勇気はフェニックス（『魔法戦隊マジレンジャー』挿入歌）
- そういうコトもあるだろよ（『獣拳戦隊ゲキレンジャー』挿入歌）
- 六人の侍（『侍戦隊シンケンジャー』挿入歌）
- ドラスティック・グランディオン（『天装戦隊ゴセイジャー』挿入歌）

### テレビドラマ
- 非情のライセンス（『キイハンター』エンディングテーマ）
- VIVA!アイフル（『アイフル大作戦』エンディングテーマ）
- 愛と死のパスポート（『バーディー大作戦』エンディングテーマ）
- 悲しみにつばをかけろ（『白い牙』主題歌）
- 幸福ゆき（『幸福ゆき』主題歌）
- 面影（『Gメン'75』第1話「エアポート捜査線」- 第58話「樹海に消えた白骨死体」、第175話「香港カラテ対Gメン」- 第201話「Gメン対香港カラテ軍団」、第203話「また逢う日まで速水涼子刑事」・第204話「ミスター・ブー殺人事件」エンディングテーマ）[注釈 18]
- 追想（『Gメン'75』第59話「東京－沖縄 縦断捜査網」- 第144話「雪原に消えた13人の乗客」エンディングテーマ）
- 蜉蝣（『Gメン'75』第94話「ブリュッセル国際空港の女」エンディングテーマ）
- 道（『Gメン'75』第145話「北極回り SK980便」 - 第174話「母ちゃんは地獄へ行け!」エンディングテーマ）
- 漂泊（『Gメン'75』第160話「国外逃亡者」エンディングテーマ）
- レクィエム（『Gメン'75』第205話「新Ｇメン対ニセ白バイ警官」- 第226話「電話魔」、第229話「爆走トラック殺人ゲーム」、第230話「零下50度からの逃亡者」−第233話「金髪女性連続殺人事件」､第235話「師走のトリック殺人」エンディングテーマ）
- 暁に駆ける（『新・二人の事件簿 暁に駆ける』主題歌）
- 旅の終りに（『海峡物語』劇中歌）
- それは愛（『長七郎天下ご免!』主題歌）
- しあわせ（『新・松平右近』主題歌）
- 風はやさしく（『若大将天下ご免!』主題歌）
- 君はボーイッシュ（『赤いバッシュ!』主題歌）

### その他（主題歌・挿入歌）
- 小さな巨人ミクロマン（『ミクロマン』CMソング）
- その名はミクロマン（『ミクロマン』イメージソング）
- 赤いペガサス（『赤いペガサス』イメージソング）